# USS Bluefish (SSN-675)
USS Bluefish (SSN-675) – amerykański myśliwski okręt podwodny z napędem atomowym typu Sturgeon. Wyposażony był w pociski przeciwokrętowe Harpoon oraz rakietowe pociski przeciwpodwodne SUBROC z głowicą jądrową W55 o mocy 5 kT, a także w 23 torpedy Mk. 48 ADCAP i minotorpedy Mk. 60 Captor. "Bluefish" zwodowano 10 stycznia 1970 roku w stoczni Electric Boat. Okręt został przyjęty do służby operacyjnej w marynarce wojennej Stanów Zjednoczonych 8 stycznia 1971 roku, którą pełnił do 31 maja 1996 roku.